# Live at Leeds
Live at Leeds ist ein Album der britischen Rockband The Who, das am 14. Februar 1970 live an der University of Leeds aufgenommen und im Mai 1970 veröffentlicht wurde. Die Musikzeitschrift Rolling Stone führt das Album auf Platz 170 ihrer Liste der 500 besten Alben aller Zeiten.

## Albumcover und Veröffentlichung
Das Album erschien anfangs in einer gefalteten braunen Hülle. Die Titel waren in verschiedenen Farben auf die Hülle gedruckt. Man versuchte den Eindruck zu erwecken, dass es sich hierbei um ein Bootleg-Album handelte. Im Innern des Albums fanden sich zahlreiche Kopien von Dokumenten. Zu finden war dort: ein Poster des Auftritts im Londoner Marquee Club, der Vertrag für den Auftritt in Woodstock, das Original des Textes von My Generation, eine Ankündigung für The High Numbers, die Ankündigung für den Auftritt im Marquee Club, ein Schreiben der Agentur King, das Ablehnungsschreiben der EMI für The High Numbers, ein Lieferschein für Rauchbomben, ein Foto vom Publikum, ein offizielles Foto der Band, eine Liste mit Auftritten und Gagen, ein Bild von Pete Townshend, springend in Woodstock, und das Rückforderungsschreiben von einem Musikinstrumentenhandel für eine Gitarre und ein Klavier.
Ursprünglich war geplant, den einen Tag später stattgefundenen Auftritt in Hull zu veröffentlichen. Aufgrund technischer Probleme mussten jedoch die Aufnahmen des Konzerts in Leeds verwendet werden. 2010 wurde dann das Hull-Konzert – zusammen mit den Aufnahmen des Leeds-Konzertes – in einer Sonderausgabe veröffentlicht.
2019 sagte Pete Townshend: „Wir haben Heavy Metal mit ‘Live At Leeds’ erfunden“.

## Titellisten

### Langspielplatte
Die Original-LP enthielt mit sechs Titeln nur einen Bruchteil des Konzerts:
Seite 1:
1. Young Man Blues (Alison) – 4:45
2. Substitute (Townshend) – 2:05
3. Summertime Blues (Capeheart, Cochran) – 3:22
4. Shakin’ All Over (Kidd) – 4:15

Seite 2:
1. My Generation (Townshend) – 14:27
2. Magic Bus (Townshend) – 7:30

### Erste CD-Veröffentlichung
Die CD-Veröffentlichung aus dem Jahre 1995 enthielt zwar bereits mehr Titel des Konzerts, aber noch immer fehlte ein Großteil der Livedarbietung des Tommy-Albums:
1. Heaven and Hell (Entwistle) – 4:50
2. I Can’t Explain (Townshend) – 2:58
3. Fortune Teller (Neville) – 2:34
4. Tattoo (Townshend) – 3:42
5. Young Man Blues (Allison) – 5:51
6. Substitute (Townshend) – 2:06
7. Happy Jack (Townshend) – 2:13
8. I’m a Boy (Townshend) – 4:41
9. A Quick One, While He’s Away (Townshend) – 8:41
10. Amazing Journey/Sparks (Townshend) – 7:54
11. Summertime Blues (Capeheart, Cochran) – 3:22
12. Shakin’ All Over (Kidd) – 4:34
13. My Generation (Townshend) – 15:46
14. Magic Bus (Townshend) – 7:46

### Deluxe Edition
2001 erschien auf einer Doppel-CD, der sogenannten Deluxe Edition, das komplette Konzert. Erstmals lag jetzt die Rockoper Tommy vollständig vor. Lediglich die korrekte Reihenfolge der Stücke wurde verändert, um Tommy komplett auf der zweiten CD unterbringen zu können. Im tatsächlichen Konzert bildeten Summertime Blues, Shakin’ All Over, My Generation und Magic Bus den Abschluss des Konzerts. Einige der Gesangspassagen erhielten für diese CD-Fassung von Roger Daltrey neu eingesungene Overdubs.

#### CD 1
1. Heaven and Hell (John Entwistle)
2. I Can’t Explain (Pete Townshend)
3. Fortune Teller (Naomi Neville)
4. Tattoo (Pete Townshend)
5. Young Man Blues (Moose Allison)
6. Substitute (Pete Townshend)
7. Happy Jack (Pete Townshend)
8. I’m a Boy (Pete Townshend)

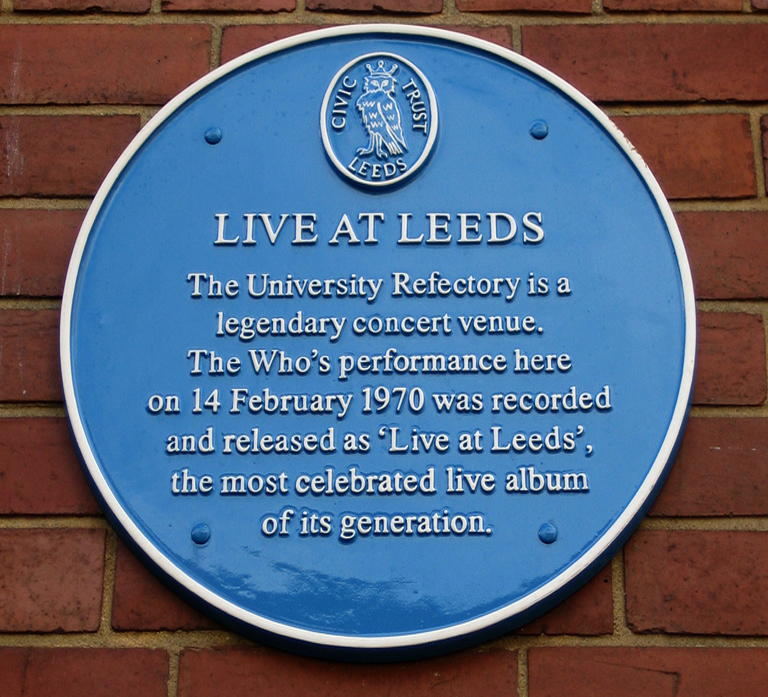
Eine Blue Plaque an der Universität Leeds erinnert daran, dass das „meistgefeierte Livealbum seiner Generation“ dort aufgenommen wurde.

9. A Quick One, While He’s Away (Pete Townshend)
10. Summertime Blues (Capeheart, Cochran)
11. Shakin’ All Over (Kidd)
12. My Generation (Pete Townshend)
13. Magic Bus (Pete Townshend)

#### CD 2
1. Overture (Pete Townshend)
2. It’s a Boy (Pete Townshend)
3. 1921 (Pete Townshend)
4. Amazing Journey (Pete Townshend)
5. Sparks (Pete Townshend)
6. Eyesight to the Blind (Sonny Boy Williamson II.)
7. Christmas (Pete Townshend)
8. The Acid Queen (Pete Townshend)
9. Pinball Wizard (Pete Townshend)
10. Do You Think It’s Alright (John Entwistle)
11. Fiddle About (John Entwistle)
12. Tommy Can You Hear Me (Pete Townshend)
13. There’s a Doctor (Pete Townshend)
14. Go to the Mirror (Pete Townshend)
15. Smash the Mirror (Pete Townshend)
16. Miracle Cure (Pete Townshend)
17. Sally Simpson (Pete Townshend)
18. I’m Free (Pete Townshend)
19. Tommy’s Holiday Camp (Keith Moon)
20. We’re Not Gonna Take It (Pete Townshend)

### 40th Anniversary Super-Deluxe Collectors’ Edition (komplette „Leeds“- & „Hull“-Aufführung)
Die aufgrund technischer Probleme fehlende Bassgitarre auf den Aufnahmen des Konzerts in Hull wurde digital durch die Variante aus den Leeds-Aufnahmen ergänzt.

#### CD 1 – Live at Leeds
1. Heaven and Hell (Entwistle) – 5:12
2. I Can’t Explain (Townshend) – 2:38
3. Fortune Teller (Neville and Spellman) – 3:13
4. Tattoo (Townshend) – 3:00
5. Young Man Blues (Allison) – 5:56
6. Substitute (Townshend) – 3:05
7. Happy Jack (Townshend) – 2:13
8. I’m a Boy (Townshend) – 2:45
9. A Quick One, While He’s Away (Townshend) – 13:44
10. Summertime Blues (Capehart and Cochran) – 3:35
11. Shakin’ All Over (Kidd) – 4:35
12. My Generation (Townshend) – 15:26
13. Magic Bus – 8:21

#### CD 2 – Live at Leeds: ‘Tommy’
1. Overture (Townshend) – 6:49
2. It’s a Boy (Townshend) – 0:35
3. 1921 (Townshend) – 2:26
4. Amazing Journey (Townshend) – 3:18
5. Sparks (Townshend) – 4:22
6. Eyesight to the Blind a.k.a. “Born Blind” (Sonny Boy Williamson) – 1:58
7. Christmas (Townshend) – 3:18
8. The Acid Queen (Townshend) – 3:32
9. Pinball Wizard (Townshend) – 2:52
10. Do You Think It’s Alright? (Townshend) – 0:22
11. Fiddle About (Entwistle) – 1:13
12. Tommy, Can You Hear Me? (Townshend) – 0:55
13. There’s a Doctor (Townshend) – 0:23
14. Go to the Mirror! (Townshend) – 3:24
15. Smash The Mirror (Townshend) – 1:18
16. Miracle Cure (Townshend) – 0:13
17. Sally Simpson (Townshend) – 4:00
18. I’m Free (Townshend) – 2:39
19. Tommy’s Holiday Camp (Keith Moon) – 1:00
20. We’re Not Gonna Take It (Townshend) – 8:50

#### CD 3 – Live at Hull
1. Heaven and Hell (Entwistle) – 4:04
2. I Can’t Explain (Townshend) – 2:51
3. Fortune Teller (Neville and Spellman) – 2:35
4. Tattoo (Townshend) – 3:02
5. Young Man Blues (Allison) – 5:41
6. Substitute (Townshend) – 2:07
7. Happy Jack (Townshend) – 2:12
8. I’m a Boy (Townshend) – 2:48
9. A Quick One, While He’s Away (Townshend) – 9:51
10. Summertime Blues (Capehart and Cochran) – 3:43
11. Shakin’ All Over (Kidd) – 5:09
12. My Generation (Townshend) – 15:58

#### CD 4 – Live at Hull: ‘Tommy’
1. Overture (Townshend) – 5:30
2. It’s a Boy (Townshend) – 0:43
3. 1921 (Townshend) – 2:28
4. Amazing Journey (Townshend) – 3:18
5. Sparks (Townshend) – 4:14
6. Eyesight to the Blind a.k.a. “Born Blind” (Sonny Boy Williamson) – 1:56
7. Christmas (Townshend) – 3:18
8. The Acid Queen (Townshend) – 3:33
9. Pinball Wizard (Townshend) – 2:47
10. Do You Think It’s Alright? (Townshend) – 0:23
11. Fiddle About (Entwistle) – 1:14
12. Tommy, Can You Hear Me? (Townshend) – 0:57
13. There’s a Doctor (Townshend) – 0:22
14. Go to the Mirror! (Townshend) – 3:32
15. Smash the Mirror (Townshend) – 1:22
16. Miracle Cure (Townshend) – 0:13
17. Sally Simpson (Townshend) – 4:08
18. I’m Free (Townshend) – 2:24
19. Tommy’s Holiday Camp (Keith Moon) – 1:00
20. We’re Not Gonna Take It (Townshend) – 8:19

#### 7″-Single
Summertime Blues / Heaven & Hell